# Bever, Belgien
Bever (franska: Biévène) är en kommun i Belgien.   Den ligger i provinsen Flamländska Brabant och regionen Flandern, i den centrala delen av landet, 30 kilometer sydväst om huvudstaden Bryssel. Antalet invånare är 2 121.
Trakten runt Bever består till största delen av jordbruksmark. Runt Bever är det ganska tätbefolkat, med 116 invånare per kvadratkilometer.